# 해피 엔딩 문제

해피 엔딩 문제: 일반적인 위치에 있는 다섯 점의 모든 집합은 볼록 사변형의 꼭짓점을 포함한다.

해피 엔딩 문제(영어: happy ending problem)는 수학에서 다음 명제이다: 
정리 — 평면 위에서 일반 위치에 있는 임의의 점 다섯 개의 집합은 볼록 사각형을 이루는 점 네 개의 부분집합을 갖는다.
에르되시 팔이 이러한 이름을 명명하였는데, 정리를 증명한 세케레시 죄르지와 클라인 에스더의 결혼으로 이어졌기 때문이다. 이는 램지 이론의 발전으로 이어진 독창적인 결과 중 하나이다.
해피 엔딩 정리는 간단한 사례 분석으로 증명할 수 있다. 4개 이상의 점이 볼록 껍질의 꼭짓점인 경우 이러한 점 4개를 선택한다. 반면에 볼록 껍질이 내부에 두 개의 점이 있는 삼각형 형태인 경우 두 개의 내부 점과 삼각형의 모서리 중 하나를 선택할 수 있다. 이 증명에 대한 설명을 보려면 Peterson (2000) 을 참조할 수 있다. 문제에 대한 보다 자세한 조사는 Morris & Soltan (2000)을 참조할 수 있다.
에르되시-세케레시 추측은 일반 위치 점 집합의 점 수와 가장 큰 볼록 다각형 사이의 보다 일반적인 관계를 정확하게 나타내는 다음 명제이다. 일반 위치에 있는 점 {\displaystyle 2^{n-2}+1}개의 집합은 볼록 {\displaystyle n}각형을 포함한다. 에르되시-세케레시 추측은 증명되지 않은 채로 남아 있지만 덜 정확한 경계는 알려져 있다.

## 더 큰 다각형

볼록 오각형이 없는 일반적인 위치에 있는 8개의 점 집합

1935년 에르되시와 세케레시는 일반화된 다음 명제를 증명했다.
정리 — 양의 정수 N에 대해, 임의의 충분히 큰 평면 위의 일반 위치에 있는 점들의 집합은 볼록 N각형을 이루는 부분집합을 갖는다.
증명은 수열의 단조 부분 수열에 대한 에르되시–세케레시 정리를 증명하는 동일한 논문에 나타났다.
f(N)를 평면 위의 일반 위치에 있는 점 M개의 집합이 볼록 {\displaystyle N}각형을 포함해야 하는 최소 M으로 표시하자. 이와 관해 다음 사실이 알려져 있다.
- f(3) = 3. 이는 자명하다.
- f(4) = 5.[3]
- f(5) = 9.[4] 볼록 오각형이 없는 점 8개의 집합이 그림에 나와 있으며, 이는 f(5) > 8임을 보여준다. 증명의 어려운 부분은 일반적인 위치에 있는 모든 9개의 점 집합이 볼록 오각형의 꼭짓점을 포함한다는 것을 밝히는 것이다.
- f(6) = 17.[5]
- f(N)의 값은 모든 N > 6 에 대해 알려져 있지 않다. Erdős & Szekeres (1935)의 결과에 따르면 f(N)는 모든 양의 정수 N에 대해 유한하다.

N = 3, 4 및 5에 대해 알려진 f(N) 값을 기반으로 에르되시와 세케레시는 원래 논문에서 다음과 추측했다: 모든 {\displaystyle N\geq 3}에 대해 {\displaystyle f(N)=1+2^{N-2}}이다.
그들은 나중에 명백한 예를 구성하여 {\displaystyle f(N)\geq 1+2^{N-2}}을 증명했다.
N ≥ 7일 때 알려진 가장 좋은 상한은 {\textstyle f(N)\leq 2^{N+o(N)}}이다.

## 빈 볼록 다각형
일반 위치에 있는 점들의 충분히 큰 집합이 집합의 다른 점을 포함하지 않는 "빈" 볼록 사각형, 오각형 등이 존재하는지 여부에 대한 질문을 할 수 있다. 해피 엔딩 문제에 대한 원래의 해는 그림과 같이 일반 위치에 있는 5개의 점이 비어 있는 볼록 사변형을 갖는다는 것을 나타내도록 적용될 수 있고, 모든 일반 위치에 있는 점 10개의 집합이 비어 있는 볼록 오각형을 갖는다. 그러나 빈 볼록 칠각형을 포함하지 않는 충분히 큰 일반 위치에 있는 점들의 집합이 존재한다.
오랫동안 빈 육각형의 존재에 대한 질문은 열려 있었지만, Nicolás (2007) 와 Gerken (2008) 은 임의의 충분히 큰 일반 위치에 있는 점들의 집합이 빈 볼록 육각형을 포함한다는 것을 증명했다. 보다 구체적으로, Gerken은 위에서 정의한 동일한 함수 f에 대해 필요한 포인트 수가 f(9) 이하임을 보였고 Nicolás는 필요한 점 수가 f (25) 이하임을 보였다. Valtr (2008)은 Gerken의 증명을 단순화했지만 f(9) 대신 점 f(15)개로 점을 더 많이 요구한다. 최소한 점 30개가 필요한데, 빈 볼록 육각형이 없는 일반 위치의 점 29개의 집합이 존재한다.

## 관련 문제
볼록 사각형의 수를 최소화하는 n개의 점 집합을 찾는 문제는 완전한 그래프의 직선 그리기에서 교차 수를 최소화하는 것과 같다. 사각형의 수는 n의 네제곱에 비례하지만 정확한 상수는 알려져 있지 않다.
고차원 유클리드 공간에서 충분히 큰 점 집합은 차원보다 큰 임의의 {\displaystyle k}에 대해 볼록 다포체의 꼭짓점을 형성하는 점 {\displaystyle k}개의 부분 집합을 가진다. 이는 고차원 점 집합을 임의의 2차원 부분 공간으로 투영함으로써, 충분히 큰 평면 점 집합에서 볼록 {\displaystyle k}각형의 존재로부터 즉시 보여진다. 그러나 볼록 위치에 있는 {\displaystyle k}개의 점을 찾는 데 필요한 점의 수는 평면에서보다 고차원에서 더 작을 수 있으며 더 많이 구속된 부분 집합을 찾는 것이 가능하다. 특히, {\displaystyle d}차원에서 모든 일반 위치에 있는 {\displaystyle d+3}개의 점은 순환 다포체의 꼭짓점을 형성하는 점 {\displaystyle d+2}개의 부분 집합을 갖는다. 보다 일반적으로 모든 {\displaystyle k>d}인 {\displaystyle d} 및 {\displaystyle k}에 대해 모든 일반 위치에 있는 점 {\displaystyle m(k,d)}개의 집합이 인접 다포체의 꼭짓점을 형성하는 점 {\displaystyle k}개의 부분 집합을 갖도록 하는 수 {\displaystyle m(k,d)}가 존재한다.

## 참고 문헌
- Chung, F.R.K.; Graham, R.L. (1998), “Forced convex n-gons in the plane”, 《Discrete and Computational Geometry》 19 (3): 367–371, doi:10.1007/PL00009353.
- Erdős, P.; Szekeres, G. (1935), “A combinatorial problem in geometry”, 《Compositio Mathematica》 2: 463–470.
- Erdős, P.; Szekeres, G. (1961), “On some extremum problems in elementary geometry”, 《Ann. Univ. Sci. Budapest. Eötvös Sect. Math.》 3–4: 53–62. Reprinted in: Erdős, P. (1973),  Spencer, J., 편집., 《The Art of Counting: Selected Writings》, Cambridge, MA: MIT Press, 680–689쪽.
- Gerken, Tobias (2008), “Empty convex hexagons in planar point sets”, 《Discrete and Computational Geometry》 39 (1–3): 239–272, doi:10.1007/s00454-007-9018-x.
- Grünbaum, Branko (2003),  Kaibel, Volker; Klee, Victor; Ziegler, Günter M., 편집., 《Convex Polytopes》, Graduate Texts in Mathematics 221 2판, Springer-Verlag, ISBN 0-387-00424-6.
- Harborth, Heiko (1978), “Konvexe Fünfecke in ebenen Punktmengen”, 《Elemente der Mathematik》 33 (5): 116–118.
- Horton, J. D. (1983), “Sets with no empty convex 7-gons”, 《Canadian Mathematical Bulletin》 26 (4): 482–484, doi:10.4153/CMB-1983-077-8.
- Kalbfleisch, J.D.; Kalbfleisch, J.G.; Stanton, R.G. (1970), 〈A combinatorial problem on convex regions〉, 《Proc. Louisiana Conf. Combinatorics, Graph Theory and Computing》, Congressus Numerantium 1, Baton Rouge, La.: Louisiana State Univ., 180–188쪽.
- Kleitman, D.J.; Pachter, L. (1998), “Finding convex sets among points in the plane” (PDF), 《Discrete and Computational Geometry》 19 (3): 405–410, doi:10.1007/PL00009358, 2022년 2월 4일에 원본 문서 (PDF)에서 보존된 문서, 2022년 5월 3일에 확인함.
- Morris, W.; Soltan, V. (2000), “The Erdős-Szekeres problem on points in convex position—A survey”, 《Bulletin of the American Mathematical Society》 37 (4): 437–458, doi:10.1090/S0273-0979-00-00877-6.
- Nicolás, Carlos M. (2007), “The empty hexagon theorem”, 《Discrete and Computational Geometry》 38 (2): 389–397, doi:10.1007/s00454-007-1343-6.
- Overmars, M. (2003), “Finding sets of points without empty convex 6-gons”, 《Discrete and Computational Geometry》 29 (1): 153–158, doi:10.1007/s00454-002-2829-x.
- Peterson, Ivars (2000), “Planes of Budapest”, 《MAA Online》, 2013년 7월 2일에 원본 문서에서 보존된 문서.
- Scheinerman, Edward R.; Wilf, Herbert S. (1994), “The rectilinear crossing number of a complete graph and Sylvester's "four point problem" of geometric probability”, 《American Mathematical Monthly》 (Mathematical Association of America) 101 (10): 939–943, doi:10.2307/2975158, JSTOR 2975158.
- Suk, Andrew (2016), “On the Erdős–Szekeres convex polygon problem”, 《J. Amer. Math. Soc.》 30 (4): 1047–1053, arXiv:1604.08657, doi:10.1090/jams/869, S2CID 15732134.
- Szekeres, G.; Peters, L. (2006), “Computer solution to the 17-point Erdős-Szekeres problem”, 《ANZIAM Journal》 48 (2): 151–164, doi:10.1017/S144618110000300X, 2019년 12월 13일에 원본 문서에서 보존된 문서, 2022년 5월 3일에 확인함.
- Tóth, G.; Valtr, P. (1998), “Note on the Erdős-Szekeres theorem”, 《Discrete and Computational Geometry》 19 (3): 457–459, doi:10.1007/PL00009363.
- Tóth, G.; Valtr, P. (2005), 〈The Erdős-Szekeres theorem: upper bounds and related results〉,   Goodman, Jacob E.; Pach, János; Welzl, Emo, 《Combinatorial and Computational Geometry》 (PDF), Mathematical Sciences Research Institute Publications 52, Cambridge University Press, 557–568쪽, 2019년 7월 28일에 원본 문서 (PDF)에서 보존된 문서, 2022년 5월 3일에 확인함.
- Valtr, P. (2008), 〈On empty hexagons〉,   Goodman, Jacob E.; Pach, János; Pollack, Richard, 《Surveys on Discrete and Computational Geometry: Twenty Years Later: AMS-IMS-SIAM Joint Summer Research Conference, June 18-22, 2006, Snowbird, Utah》, Contemporary Mathematics 453, American Mathematical Society, 433–442쪽, ISBN 9780821842393.